# Dianthus elegans
Dianthus elegans är en nejlikväxtart som beskrevs av D'urv. Dianthus elegans ingår i släktet nejlikor, och familjen nejlikväxter. Utöver nominatformen finns också underarten D. e. gramineus.